# Natação nos Jogos Europeus de 2015 - 200 m medley masculino
A competição dos 200 metros medley masculino foi um dos eventos da natação nos Jogos Europeus de 2015, em Baku, no Azerbaijão. Foi disputada no Centro Aquático de Baku nos dias 24 e 25 de junho.

## Calendário
Horário de verão do Azerbaijão (UTC+5).
| Data        | Horário | Fase         |
| ----------- | ------- | ------------ |
| 24 de junho | 10:46   | Eliminatória |
| 24 de junho | 18:04   | Semifinal    |
| 25 de junho | 18:45   | Final        |

## Medalhistas
| Ouro   | AUT Sebastian Steffan |
| Prata  | GBR Jarvis Parkinson  |
| Bronze | GBR Martyn Walton     |

## Recordes
Antes desta competição, os recordes mundiais e dos jogos europeus dessa prova eram os seguintes:
| Tipo                       | Atleta           | Tempo   | Local  | Data                |
| -------------------------- | ---------------- | ------- | ------ | ------------------- |
|                            | USA Ryan Lochte  | 1m54s00 | Xangai | 28 de julho de 2011 |
| Recorde dos Jogos Europeus | Não estabelecido | –       |        |                     |

Os seguintes recordes mundiais ou dos jogos europeus foram estabelecidos durante esta competição:
| Data        | Evento | Nome              | Nacionalidade | Tempo   | Notas                      |
| ----------- | ------ | ----------------- | ------------- | ------- | -------------------------- |
| 25 de junho | Final  | Sebastian Steffan | Áustria       | 2:01.39 | Recorde dos Jogos Europeus |

## Resultados

### Eliminatórias
A eliminatória foi realizada no dia 24 de junho. 
| Pos. | Bateria | Raia | Nadador                   | Nacionalidade    | Tempo   | Notas  |
| ---- | ------- | ---- | ------------------------- | ---------------- | ------- | ------ |
| 1    | 3       | 3    | Sebastian Steffan         | AUT Áustria      | 2:01.75 | Q,     |
| 2    | 3       | 2    | Gabriel Lópes             | POR Portugal     | 2:02.72 | Q      |
| 3    | 5       | 6    | Anton Chupkov             | RUS Rússia       | 2:02.85 | Q, RET |
| 4    | 5       | 4    | Lorenzo Glessi            | ITA Itália       | 2:03.53 | Q      |
| 5    | 5       | 3    | Dániel Sós                | HUN Hungria      | 2:03.58 | Q      |
| 6    | 5       | 2    | Théo Berry                | FRA França       | 2:03.59 | Q      |
| 7    | 4       | 3    | Martyn Walton             | GBR Grã-Bretanha | 2:04.01 | Q      |
| 8    | 3       | 5    | Nikolay Sokolov           | RUS Rússia       | 2:04.03 | Q      |
| 9    | 5       | 7    | Marek Osina               | CZE Chéquia      | 2:04.16 | Q      |
| 10   | 3       | 6    | Karol Zbutowicz           | POL Polônia      | 2:04.42 | Q      |
| 11   | 3       | 7    | Paul Hentschel            | GER Alemanha     | 2:04.44 | Q      |
| 12   | 4       | 4    | Jarvis Parkinson          | GBR Grã-Bretanha | 2:04.62 | Q      |
| 12   | 4       | 6    | Igor Balyberdin           | RUS Rússia       | 2:04.62 |        |
| 14   | 4       | 2    | Matteo Bertoldi           | ITA Itália       | 2:05.04 | Q      |
| 15   | 3       | 4    | Joan Casanovas            | ESP Espanha      | 2:05.16 | Q      |
| 16   | 5       | 8    | Oskar Ericsson            | SWE Suécia       | 2:05.99 | Q      |
| 17   | 4       | 7    | Jacques Läuffer           | SUI Suíça        | 2:06.37 | Q      |
| 18   | 4       | 8    | James Brown               | IRL Irlanda      | 2:06.55 | Q      |
| 19   | 2       | 7    | Batuhan Hakan             | TUR Turquia      | 2:06.61 |        |
| 20   | 3       | 8    | Nico Perner               | GER Alemanha     | 2:07.06 |        |
| 21   | 5       | 5    | Joe Hulme                 | GBR Grã-Bretanha | 2:07.09 |        |
| 22   | 4       | 1    | Petter Fredriksson        | SWE Suécia       | 2:07.19 |        |
| 23   | 5       | 1    | Ante Lučev                | CRO Croácia      | 2:07.36 |        |
| 24   | 3       | 1    | Maximilian Forstenhäusler | GER Alemanha     | 2:07.41 |        |
| 25   | 4       | 9    | Samet Alkan               | TUR Turquia      | 2:07.44 |        |
| 26   | 5       | 9    | Tobias Niestroy           | GER Alemanha     | 2:07.98 |        |
| 27   | 2       | 3    | Benjamin Doyle            | IRL Irlanda      | 2:08.10 |        |
| 28   | 2       | 9    | Paulius Grigaliūnas       | LTU Lituânia     | 2:08.41 |        |
| 29   | 2       | 6    | Pavel Bashura             | BLR Bielorrússia | 2:08.57 |        |
| 30   | 3       | 0    | Thomas Dal                | BEL Bélgica      | 2:08.72 |        |
| 31   | 2       | 2    | João Vital                | POR Portugal     | 2:08.74 |        |
| 32   | 4       | 5    | Giacomo Carini            | ITA Itália       | 2:08.78 |        |
| 33   | 2       | 1    | Silver Hein               | EST Estônia      | 2:09.64 |        |
| 34   | 3       | 9    | Andrew Moore              | IRL Irlanda      | 2:09.79 |        |
| 35   | 1       | 5    | Niko Mäkelä               | FIN Finlândia    | 2:10.12 |        |
| 36   | 1       | 4    | Wojciech Ulatowski        | POL Polônia      | 2:10.33 |        |
| 37   | 4       | 0    | Dawid Pietrzak            | POL Polônia      | 2:10.60 |        |
| 38   | 2       | 5    | Alan Corby                | IRL Irlanda      | 2:10.75 |        |
| 39   | 2       | 4    | Tomer Drori               | ISR Israel       | 2:11.29 |        |
| 40   | 1       | 6    | Vlas Cononov              | MDA Moldávia     | 2:11.31 |        |
| 41   | 5       | 0    | Illia Pidvalnyi           | UKR Ucrânia      | 2:11.74 |        |
| 42   | 2       | 0    | Kaloyan Nikolov           | BUL Bulgária     | 2:11.87 |        |
| 43   | 2       | 8    | Kyriacos Papa-Adams       | CYP Chipre       | 2:11.94 |        |
| 44   | 1       | 2    | Adrian Negru              | MDA Moldávia     | 2:13.12 |        |
| 45   | 1       | 3    | Karel Seli                | EST Estônia      | 2:16.58 |        |

### Semifinal
A semifinal foi realizada no dia 24 de junho.

#### Semifinal 1
| Pos. | Raia | Nadador         | Nacionalidade    | Tempo   | Notas |
| ---- | ---- | --------------- | ---------------- | ------- | ----- |
| 1    | 5    | Dániel Sós      | HUN Hungria      | 2:02.65 | Q     |
| 2    | 3    | Martyn Walton   | GBR Grã-Bretanha | 2:03.17 | Q     |
| 3    | 6    | Marek Osina     | CZE Chéquia      | 2:03.33 | q     |
| 4    | 4    | Gabriel Lópes   | POR Portugal     | 2:03.43 | q     |
| 5    | 2    | Paul Hentschel  | GER Alemanha     | 2:04.58 |       |
| 6    | 7    | Matteo Bertoldi | ITA Itália       | 2:05.48 |       |
| 7    | 1    | Oskar Ericsson  | SWE Suécia       | 2:05.72 |       |
| 8    | 8    | James Brown     | IRL Irlanda      | 2:07.15 |       |

#### Semifinal 2
| Pos. | Raia | Nadador           | Nacionalidade    | Tempo   | Notas |
| ---- | ---- | ----------------- | ---------------- | ------- | ----- |
| 1    | 4    | Sebastian Steffan | AUT Áustria      | 2:01.92 | Q     |
| 2    | 5    | Lorenzo Glessi    | ITA Itália       | 2:02.23 | Q     |
| 3    | 3    | Théo Berry        | FRA França       | 2:02.58 | q     |
| 4    | 7    | Jarvis Parkinson  | GBR Grã-Bretanha | 2:03.53 | q     |
| 5    | 1    | Joan Casanovas    | ESP Espanha      | 2:03.84 |       |
| 6    | 2    | Karol Zbutowicz   | POL Polônia      | 2:03.95 |       |
| 7    | 6    | Nikolay Sokolov   | RUS Rússia       | 2:04.27 |       |
| 8    | 8    | Jacques Läuffer   | SUI Suíça        | 2:05.51 |       |

### Final
A final foi realizada no dia 25 de junho.
| Pos.              | Raia | Nadador           | Nacionalidade    | Tempo   | Notas                      |
| ----------------- | ---- | ----------------- | ---------------- | ------- | -------------------------- |
| Medalha de ouro   | 4    | Sebastian Steffan | AUT Áustria      | 2:01.39 | Recorde dos Jogos Europeus |
| Medalha de prata  | 8    | Jarvis Parkinson  | GBR Grã-Bretanha | 2:01.94 |                            |
| Medalha de bronze | 2    | Martyn Walton     | GBR Grã-Bretanha | 2:02.24 |                            |
| 4                 | 6    | Dániel Sós        | HUN Hungria      | 2:02.76 |                            |
| 5                 | 5    | Lorenzo Glessi    | ITA Itália       | 2:02.82 |                            |
| 6                 | 3    | Théo Berry        | FRA França       | 2:03.00 |                            |
| 7                 | 1    | Gabriel Lópes     | POR Portugal     | 2:03.03 |                            |
| 8                 | 7    | Marek Osina       | CZE Chéquia      | 2:04.57 |                            |

Legenda
| Recorde mundial            | Recorde mundial (World record)                     |                       | Recorde africano                      | Recorde africano (African) |                                           | Q | Classificado por posição (Qualified) |
| Recorde dos Jogos Europeus | Recorde dos Jogos Europeus (European Games record) | Recorde da América    | Recorde da América (Americas)         | q                          | Classificado por melhor tempo (Qualified) |   |                                      |
| Melhor marca do ano        | Melhor marca do ano (World leading)                | Recorde asiático      | Recorde asiático (Asian)              | DNS                        | Não largou (Did not start)                |   |                                      |
| Recorde nacional           | Recorde nacional (National record)                 | Recorde europeu       | Recorde europeu (European)            | DNF                        | Não terminou (Did not finish)             |   |                                      |
| Recorde pessoal            | Recorde pessoal do atleta (Personal best)          | Recorde da Oceania    | Recorde da Oceania (Oceania)          | DSQ / DQ                   | Desclassificado (Disqualified)            |   |                                      |
| Recorde da temporada       | Recorde da temporada do atleta (Season best)       | Recorde sul-americano | Recorde sul-americano (South America) | NM                         | Sem marca (No mark)                       |   |                                      |